# Amphisphaerina
Amphisphaerina — рід грибів. Назва вперше опублікована 1919 року.

## Класифікація
До роду Amphisphaerina відносять 3 види:
- Amphisphaerina anaxaea
- Amphisphaerina recessa
- Amphisphaerina texensis